# Michał (Donskow)
Michał, imię świeckie Simieon Wasiljewicz Donskow (ur. 29 marca 1943 w Paryżu) – biskup Rosyjskiego Kościoła Prawosławnego poza granicami Rosji.

## Życiorys
Pochodzi z rodziny Kozaków dońskich, którzy po rewolucji październikowej wyemigrowali do Francji. Oprócz ogólnego wykształcenia w szkołach francuskich ukończył dziesięcioklasową rosyjską szkołę A. Osorginej. Od 1960 służył w cerkwiach rosyjskiej emigracji jako psalmista. W 1966 uzyskał dyplom wychowawcy kolonii letnich (moniteur de colonies de vacances), co umożliwiło mu podjęcie pracy jako pedagog w czasie letnich obozów organizowanych przez prawosławne struktury we Francji. W podobnym charakterze wyjeżdżał również na obozy do Austrii i Rosji. Równocześnie od 1969 pracował jako sanitariusz i pielęgniarz w szpitalach w Paryżu i w regionie paryskim.
W 1981 otrzymał święcenia diakońskie z rąk arcybiskupa genewskiego i zachodnioeuropejskiego Antoniego. Dziesięć lat później przyjął z rąk tego samego hierarchy również święcenia kapłańskie. W 1996 został postrzyżony na mnicha przez Pierwszego Hierarchę Rosyjskiego Kościoła Prawosławnego poza granicami Rosji, metropolitę Witalisa, zaś w kilka tygodni później otrzymał godność ihumena. 11 lipca tego samego roku miała miejsce jego chirotonia na biskupa Toronto, wikariusza eparchii montrealskiej i kanadyjskiej. W 2006 Synod Biskupów Rosyjskiego Kościoła Prawosławnego poza granicami Rosji zdecydował o jego przeniesieniu na katedrę genewską i zachodnioeuropejską.
W 2011 podniesiony do godności arcybiskupiej.
W 2017 r. działające w Genewie Stowarzyszenie Cerkwi Rosyjskiej zaapelowało do Synodu Cerkwi Zagranicznej o odsunięcie hierarchy z katedry. W obronie arcybiskupa wystąpili inni parafianie katedralnego soboru Podwyższenia Krzyża Pańskiego w Genewie, miejscowa społeczność rosyjska podzieliła się. Synod po zbadaniu działalności arcybiskupa Michała i okoliczności konfliktu stwierdził, że w eparchii genewskiej i zachodnioeuropejskiej miał miejsce cały szereg nieprawidłowości. 10 grudnia 2017 r. Pierwszy Hierarcha Rosyjskiego Kościoła Prawosławnego poza granicami Rosji poinformował, że po konsultacji z patriarchą moskiewskim i całej Rusi Cyrylem Synod postanowił mianować arcybiskupa Michała wikariuszem eparchii genewskiej i zachodnioeuropejskiej z tytułem arcybiskupa Meudon i z rezydencją przy parafii w tymże mieście.
W 2008 r. przyjął obywatelstwo rosyjskie.
Wiosną 2018 r. przeszedł w stan spoczynku.